# Komitat Csongrád-Csanád

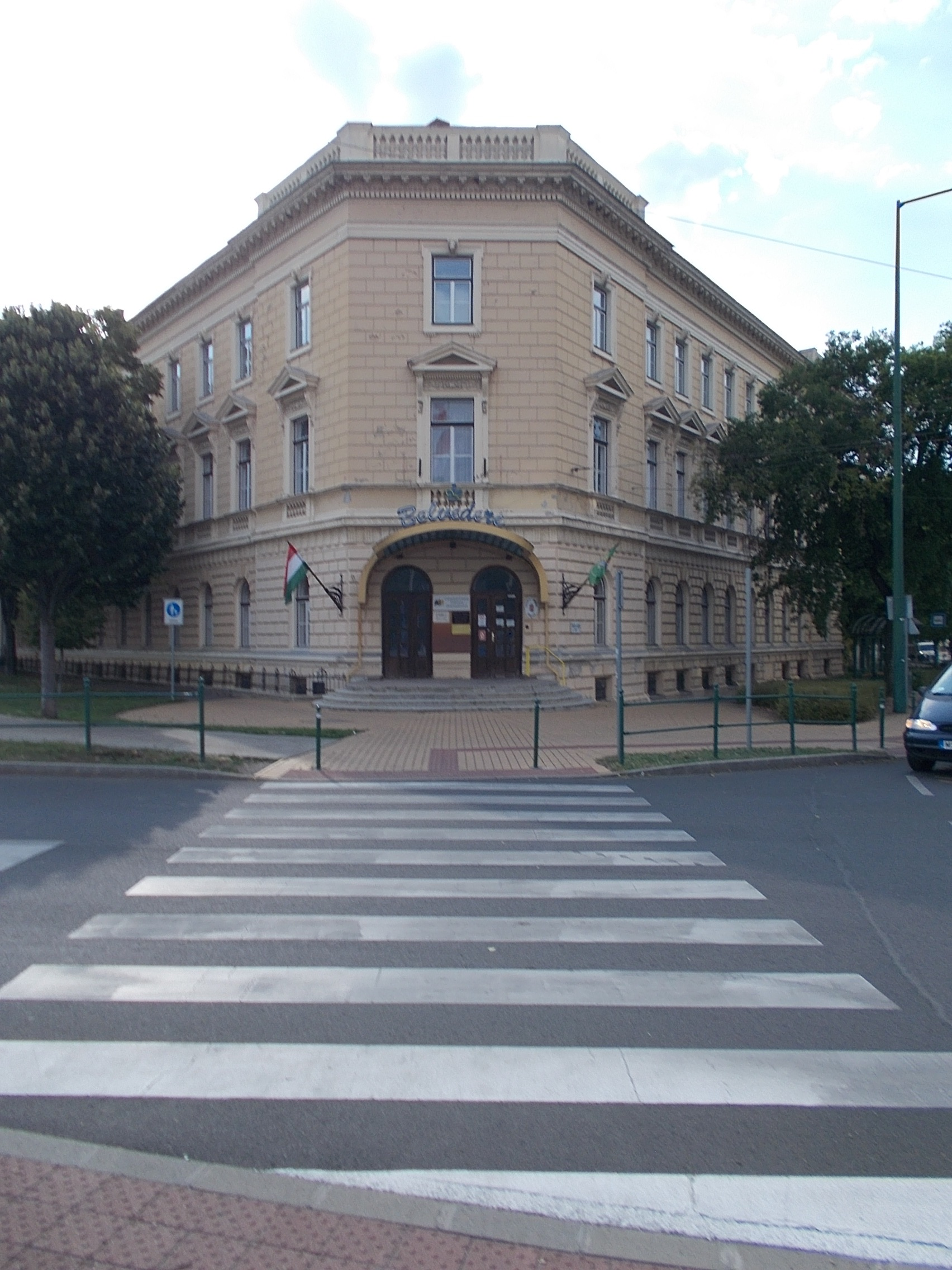
Sitz der Selbstverwaltung des Komitats in Szeged

Das Komitat Csongrád-Csanád [ˈʧonɡraːd ˈʧɒnaːd] (bis 4. Juni 2020: Komitat Csongrád, ungarisch Csongrád-Csanád vármegye) ist ein Verwaltungsbezirk im Süden Ungarns. Es hat eine Fläche von 4.262,79 km² und 389.411 Einwohner (Stand 2024). Der Komitatssitz ist Szeged, andere wichtige Städte sind Csongrád, Szentes, Hódmezővásárhely und Makó.
Das Komitat grenzt an Serbien (Vojvodina) und Rumänien sowie an die Komitate Bács-Kiskun, Jász-Nagykun-Szolnok und Békés.

## Geographie
Die Gegend ist Teil der Großen Ungarischen Tiefebene und wird von der Theiß durchflossen, in die der Maros mündet. Westlich der Theiß befinden sich zahlreiche Sümpfe.
Ein kleines Gebiet von 217 km² (südlich der Marosch und östlich der Theiß) gehörte zur historischen Region Banat.

## Gliederung

### Aktuelle Einteilung

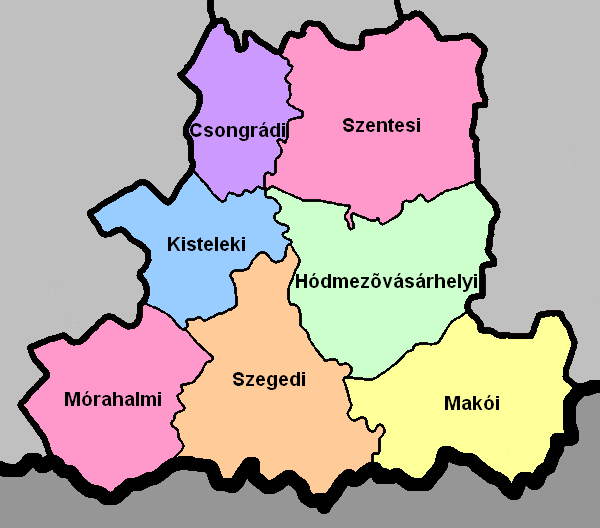
Kreise im Komitat Csongrád-Csanád

Das Komitat Csongrád-Csanád gliedert sich in 7 Kreise (ungarisch járás) mit 60 Ortschaften. Davon sind die Städte Szeged und Hódmezővásárhely mit Komitatsrecht (ungarisch Megyei jogú város), 8 Städte ohne Komitatsrecht (ungarisch város), 8 Großgemeinden (ungarisch nagyközség) und 42 Gemeinden (ungarisch község).
.
| Ortschaftstyp             | Anzahl | Fläche (in km²) | Fläche (in km²) | Fläche (in km²) | Bevölkerung am 1. Januar 2016 | Bevölkerung am 1. Januar 2016 | Bevölkerung am 1. Januar 2016 | Bevölkerungs- dichte (Ew/km²) |
| Ortschaftstyp             | Anzahl | absolut         | anteilig        | im Durchschnitt | absolut                       | anteilig                      | im Durchschnitt               | Bevölkerungs- dichte (Ew/km²) |
| ------------------------- | ------ | --------------- | --------------- | --------------- | ----------------------------- | ----------------------------- | ----------------------------- | ----------------------------- |
| Stadt mit Komitatsrecht   | 2      | 768,98          | 18,04 %         | 384,49          | 207.022                       | 51,18 %                       | 103.511                       | 269,2                         |
| Städte ohne Komitatsrecht | 8      | 1.101,74        | 25,85 %         | 137,72          | 96.951                        | 23,97 %                       | 12.119                        | 88,0                          |
| Großgemeinden             | 8      | 538,73          | 12,64 %         | 67,34           | 29.557                        | 7,31 %                        | 3.695                         | 54,9                          |
| Gemeinden                 | 42     | 1.853,35        | 43,48 %         | 44,13           | 70.929                        | 17,54 %                       | 1.689                         | 38,3                          |
| Komitat Csongrád gesamt   | 60     | 4.262,80        |                 | 71,05           | 404.459                       |                               | 6.741                         | 94,9                          |

Die derzeitigen Kreise sind:
| Code | Kreis            | Kreissitz        | Einwohner (1. Januar 2013) | Fläche in km² | Anzahl der Gemeinden | davon Städte |
| ---- | ---------------- | ---------------- | -------------------------- | ------------- | -------------------- | ------------ |
| 070  | Csongrád         | Csongrád         | 22.697                     | 339,24        | 4                    | 1            |
| 071  | Hódmezővásárhely | Hódmezővásárhely | 56.164                     | 707,77        | 4                    | 2            |
| 072  | Kistelek         | Kistelek         | 18.429                     | 410,20        | 6                    | 1            |
| 073  | Makó             | Makó             | 44.612                     | 688,85        | 15                   | 2            |
| 074  | Mórahalom        | Mórahalom        | 28.741                     | 561,71        | 10                   | 1            |
| 075  | Szeged           | Szeged           | 197.679                    | 741,10        | 13                   | 2            |
| 076  | Szentes          | Szentes          | 41.249                     | 813,84        | 8                    | 1            |

### Ehemalige Einteilung
Durch die Regierungsverordnung Nr. 218/2012 vom 13. August 2012 wurden zum 1. Januar 2013 die statistischen Kleinregionen (ungarisch kistérség) abgeschafft und durch eine annähernd gleiche Anzahl von Kreisen (ungarisch járás) ersetzt. Die Kleingebiete blieben für Planung und Statistikzwecke noch eine Zeitlang erhalten, wurden dann aber am 25. Februar 2014 endgültig abgeschafft. Bis zur Auflösung gab es 7 Kleingebiete im Komitat. Vier Verwaltungseinheiten blieben während der Reform unverändert.
Bis Ende 2012 existierten folgende Kleingebiete (kistérség) im Komitat Csongrád:
| Code | Kleingebiet      | Verwaltungssitz  | Einwohner (31. Dezember 2012) | Fläche in km² | Anzahl der Gemeinden | davon Städte |
| ---- | ---------------- | ---------------- | ----------------------------- | ------------- | -------------------- | ------------ |
| 3601 | Csongrád         | Csongrád         | 22.697                        | 339,24        | 4                    | 1            |
| 3602 | Hódmezővásárhely | Hódmezővásárhely | 56.164                        | 707,77        | 4                    | 2            |
| 3603 | Kistelek         | Kistelek         | 18.429                        | 410,20        | 6                    | 1            |
| 3604 | Makó             | Makó             | 45.706                        | 703,74        | 17                   | 2            |
| 3605 | Mórahalom        | Mórahalom        | 25.377                        | 534,82        | 9                    | 1            |
| 3606 | Szeged           | Szeged           | 199.949                       | 753,10        | 12                   | 2            |
| 3607 | Szentes          | Szentes          | 41.249                        | 813,84        | 8                    | 1            |

### Größte Städte und Gemeinden
Alle Ortschaften ohne Namenszusatz sind Städte.
| Stadt/Gemeinde           | Einwohner (1. Januar 2016) |
| ------------------------ | -------------------------- |
| Szeged                   | 162.621                    |
| Hódmezővásárhely         | 44.401                     |
| Szentes                  | 27.695                     |
| Makó                     | 22.747                     |
| Csongrád                 | 16.277                     |
| Sándorfalva              | 7.772                      |
| Kistelek                 | 6.968                      |
| Mindszent                | 6.674                      |
| Mórahalom                | 6.017                      |
| Algyő, Großgemeinde      | 5.108                      |
| Domaszék, Gemeinde       | 5.007                      |
| Szatymaz, Gemeinde       | 4.683                      |
| Szegvár, Großgemeinde    | 4.283                      |
| Ásotthalom, Großgemeinde | 3.895                      |
| Kiszombor, Großgemeinde  | 3.759                      |
| Deszk, Gemeinde          | 3.461                      |
| Balástya, Gemeinde       | 3.445                      |
| Zsombó, Großgemeinde     | 3.301                      |
| Bordány, Großgemeinde    | 3.283                      |
| Röszke, Gemeinde         | 3.217                      |

## Bevölkerungsentwicklung des Komitats
Bemerkenswert ist eine stetige Abnahme der Bevölkerung ab 2006. Fettgesetzte Datumsangaben sind Volkszählungsergebnisse.
| Datum       | Einwohnerzahl | Datum      | Einwohnerzahl |
| ----------- | ------------- | ---------- | ------------- |
| 01.01.19601 | 434.046       | 01.01.2007 | 423.751       |
| 01.01.1970  | 445.220       | 01.01.2008 | 424.139       |
| 01.01.1980  | 456.300       | 01.01.2009 | 423.826       |
| 01.01.1990  | 438.842       | 01.01.2010 | 423.240       |
| 01.01.2001  | 430.514       | 01.01.2011 | 421.827       |
| 01.02.2001  | 433.344       | 01.10.2011 | 417.456       |
| 01.01.2002  | 428.144       | 01.01.2012 | 411.764       |
| 01.01.2003  | 426.817       | 01.01.2013 | 409.571       |
| 01.01.2004  | 425.785       | 01.01.2014 | 407.389       |
| 01.01.2005  | 424.849       | 01.01.2015 | 406.205       |
| 01.01.2006  | 423.585       | 01.01.2016 | 404.459       |

11960: Anwesende Bevölkerung; sonst Wohnbevölkerung

### Bevölkerungsentwicklung der Kreise
Bis auf den Kreis Szeged ist für alle Kreise eine negative Bevölkerungsbilanz ersichtlich.
| Kreisname        | Bevölkerungsstand am 1. Januar | Bevölkerungsstand am 1. Januar | Bevölkerungsstand am 1. Januar | Bevölkerungsstand am 1. Januar |
| Kreisname        | 2013                           | 2014                           | 2015                           | 2016                           |
| ---------------- | ------------------------------ | ------------------------------ | ------------------------------ | ------------------------------ |
| Csongrád         | 22.697                         | 22.297                         | 22.097                         | 21.711                         |
| Hódmezővásárhely | 56.164                         | 55.515                         | 54.944                         | 54.391                         |
| Kistelek         | 18.429                         | 18.211                         | 18.067                         | 17.924                         |
| Makó             | 44.612                         | 44.104                         | 43.670                         | 43.261                         |
| Mórahalm         | 28.741                         | 28.672                         | 28.639                         | 28.656                         |
| Szeged           | 197.679                        | 197.808                        | 198.494                        | 198.653                        |
| Szentes          | 41.249                         | 40.782                         | 40.294                         | 39.863                         |
| Komitat Csongrád | 409.571                        | 407.389                        | 406.205                        | 404.459                        |

## Politik
Bei den Kommunalwahlen im Jahr 2024 waren die Ergebnisse im Komitat Csongrád-Csanád wie folgt:
| Kommunalwahl   | Fidesz-KDNP | MHM     | MM      | DK      | MSZP   |
| -------------- | ----------- | ------- | ------- | ------- | ------ |
| Stimmen (2024) | 47,66 %     | 24,08 % | 12,68 % | 10,75 % | 4,84 % |

Sitzverteilung 2024
- Fidesz-KDNP: 10 Sitze
- MHM: 5 Sitze
- MM: 2 Sitze
- DK: 2 Sitze
- MSZP: 0 Sitze